# AVE

Mapa ukazuje vysokorychlostní tratě v provozu (zelená barva), ve výstavbě (žlutá), projektované (červená) nebo částečně v provozu (modrá). Zahrnuje také modernizované tratě.

Mapa tratí v provozu (s daty zprovoznění), ve výstavbě, a plánované. Zobrazuje také rekonstruované tratě.

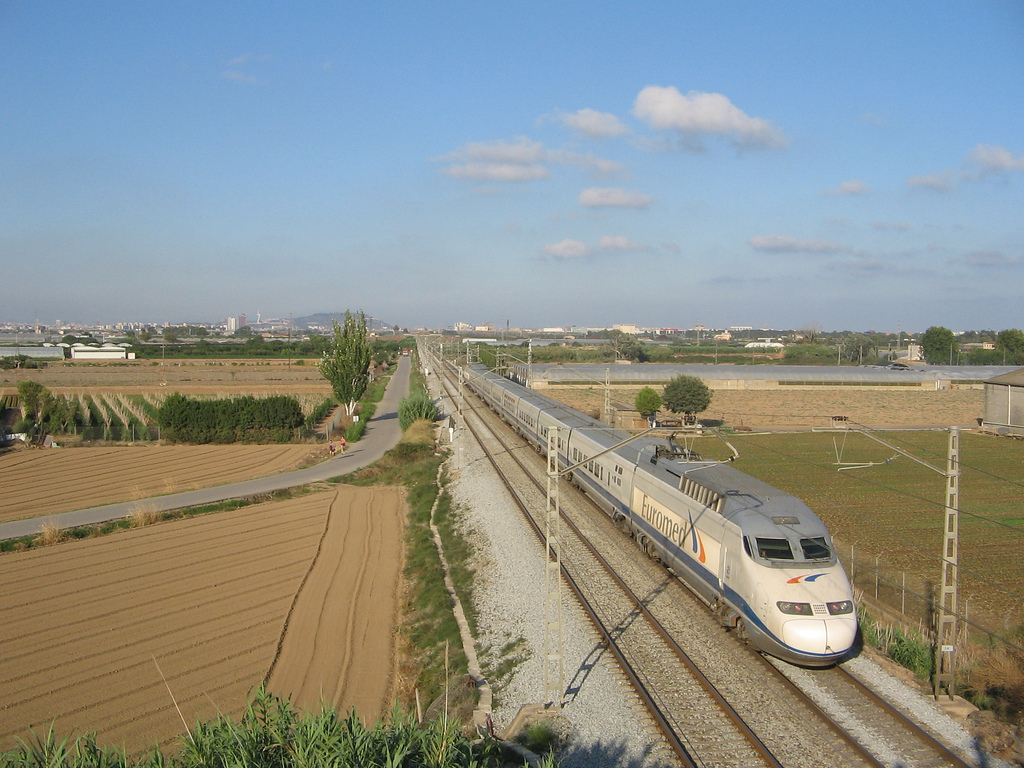
AVE S-101 Euromed

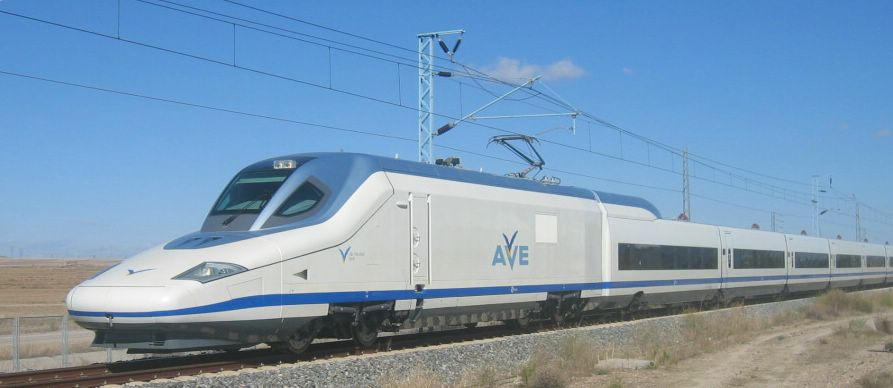
AVE S-102/Talgo 350 „Pato“ – („kachna“)

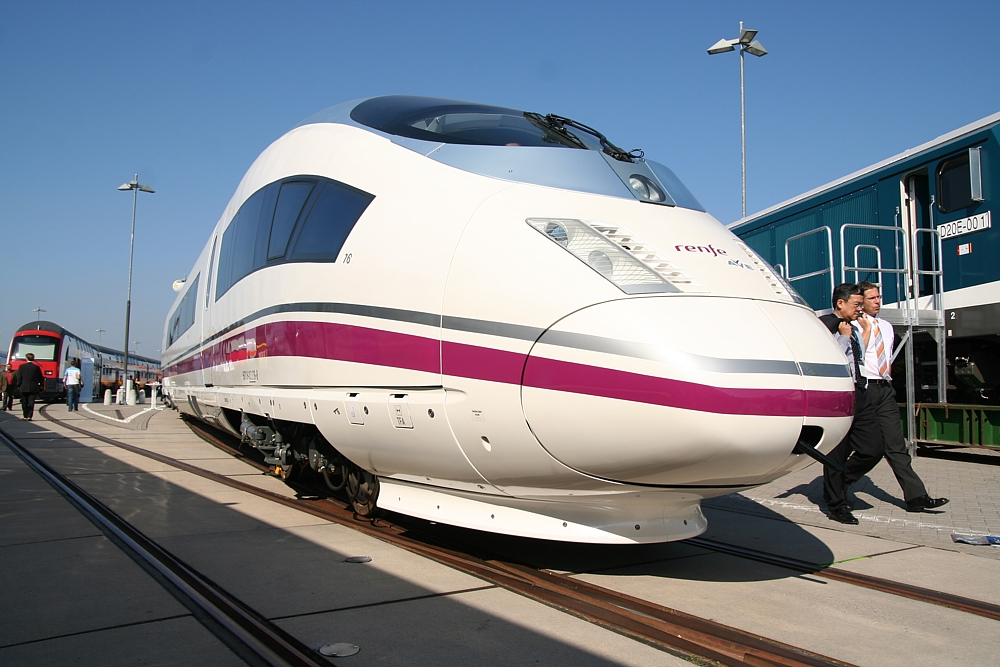
AVE S-103/Velaro E

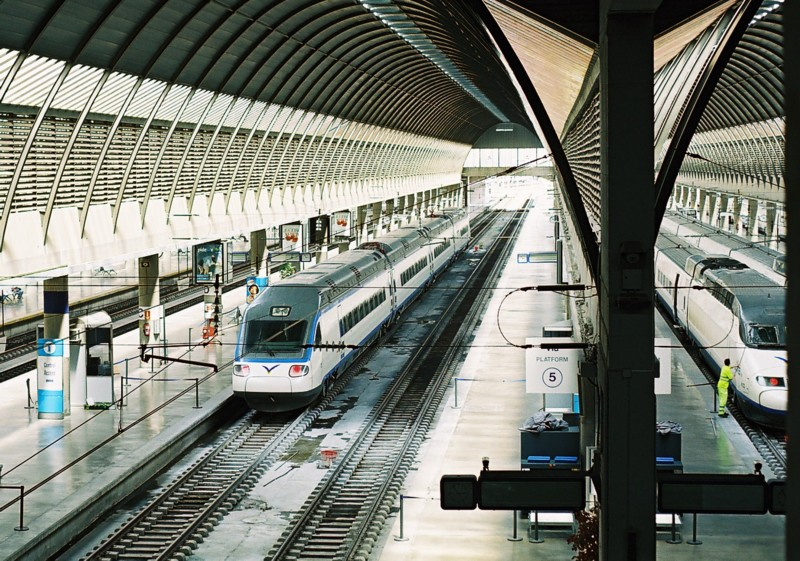
AVE S-104

AVE (zkratka španělského Alta Velocidad Española „španělská vysoká rychlost“, ale také španělsky „pták“) je označení pro vysokorychlostní vlaky a tratě na území Španělska. Provozovatelem je národní železniční dopravce Renfe Operadora, který vznikl v roce 2005 vyčleněním z organizace RENFE. Maximální provozní rychlost vlaků je 310 km/h (původní předpoklady byly 350 km/h). 
Výstavbu tratí má na starosti státní společnost ADIF Alta velocidad. Celková délka vysokorychlostních tratí je k prosinci 2021 asi 3600 km, což je nejdelší síť v Evropě a druhá nejdelší ve světě. Síť vysokorychlostních tratí využívají kromě státního dopravce RENFE též francouzská společnost SNCF pod svými obchodními značkami TGV a Ouigo España a španělská společnost ILSA (jejíž spolumajitelem je italská Trenitalia) pod značkou iryo. 

## Tratě
Na rozdíl od konvenčních tratí, které mají rozchod 1 668 mm, mají tratě AVE (LAV) normální rozchod kolejí (1 435 mm). Napájecí soustava je 25 kV; 50 Hz (zbytek sítě a úseky ve městech 3 kV ss). Hlavním uzlem systému je Madrid a jeho dvě nádraží Puerta de Atocha a Chamartín (od července 2022 propojené tunelem).

### Síť
Níže jsou informace o rozsahu sítě vysokorychlostních tratí otvírané postupně od roku 1992.
- 21. dubna 1992 – zprovoznění první tratě Madrid – Córdoba – Sevilla (stavba trvala 4 roky). Na trati 471 km dlouhé byla zpočátku maximální rychlost jen 270 km/h, od r. 1994 ji soupravy překonávají za 2 a půl hodiny rychlostí 300 km/h.
- 1. října 2003 – zprovoznění tratě Madrid – Zaragoza – Lleida
- 16. prosince 2006 – zprovoznění tratě Córdoba – Antequera-Santa Ana (- Bobadilla)
- 18. prosince 2006 – zprovoznění tratě Lleida – Camp de Tarragona
- 22. prosince 2007 – zprovoznění tratě Madrid – Valladolid
- 24. prosince 2007 – zprovoznění tratě Antequera-Santa Ana – Málaga
- 20. února 2008 – zprovoznění tratě Camp de Tarragona – Barcelona.
- 19. prosince 2010 – zprovoznění tratě Madrid – Valencie a Cuenca – Albacete[3]
- 10. prosince 2011 – zprovoznění dočasně širokorozchodného úseku Ourense – Santiago de Compostela tratě Olmedo – Zamora – Galicie[4]
- 10. prosince 2011 – zprovoznění dočasně širokorozchodného úseku Santiago de Compostela – A Coruña tratě portugalská hranice – Vigo – Pontevedra – Santiago de Compostela – La Coruña – Ferrol[4]
- 8. ledna 2013 – zprovoznění tratě Barcelona – Figueres (francouzská hranice)
- 17. června 2013 – zprovoznění tratě Albacete – Alicante
- září 2015 – zprovoznění tratě Valladolid – Palencia – León
- 17. prosince 2015 zprovoznění 99 km úseku Olmedo – Zamora (část tratě LAV Olmedo – Zamora – Galicie)[5]
- leden 2018 – zprovoznění úseku mezi městy Valencia a Castellón de la Plana
- červen 2019 – zprovoznění 122 km úseku mezi městy Antequera a Granada (odbočka z tratě do Malagy)[6]
- leden 2020 – úsek Vandellós-Tarragona
- únor 2021 – úsek Monforte del Cid-Orihuela
- prosinec 2021 – zprovoznění 119 km úseku mezi Pedralba de la Pradería a Ourense a tím i zkompletování tratě LAV Olmedo – Zamora – Galicie[7]
- červenec 2022 – zprovoznění úseku Plasencia-Badajos v Extremaduře
- červenec 2022 – zprovoznění tunelu mezi madridskými nádražími Chamartín a Puerta de Atocha
- červenec 2022 – úsek Palencia-Burgos
- prosinec 2022 – úsek Orihuela-Murcia

## Vozový park
Vzhledem k rozdílnému rozchodu jsou vlaky většinou uzpůsobeny pouze k provozu na tratích AVE. Napájení je dvousystémové (25 kV; 50 Hz/3 kV ss).
Používané jednotky
- AVE S-100 – vyráběny konsorciem Alstom – Bombardier
- Euromed (AVE S-101) – vyráběny konsorciem Alstom – Bombardier (rozchod: 1 668 mm)
- Talgo 350 (AVE S-102) – výrobce španělská firma Talgo
- Velaro E (AVE S-103) – výrobce německý Siemens, identické s jednotkami ICE 3
- AVE S-104 – výrobce firma Alstom
- Alvia 120 – s měnitelným rozchodem; maximální rychlost 250 km/h; výrobce španělská firma CAF
- Talgo 250/Alvia 130 – s měnitelným rozchodem; max. rychlost 250 km/h; výrobce španělská firma Talgo
- Talgo 6/Talgo 200 – s měnitelným rozchodem; max. rychlost 260 km/h
- Alvia 730 – hybridní soupravy pro elektrifikované i neelektrifikované tratě, nasazené od června 2012

## Cestující
V červenci 2009 vlaky AVE na trati Madrid – Barcelona poprvé porazily v počtu přepravených cestujících leteckou dopravu. V červenci cestovalo na této trase 251 754 osob vlakem a 246 654 letadlem.